# Ferrari 330 GT 2+2
Der Ferrari 330 GT 2+2 ist ein Straßensportwagen des italienischen Automobilherstellers Ferrari. Er wird vielfach zur Modellfamilie der Ferrari 330 gezählt, obwohl er sich von den anderen, ähnlich bezeichneten Fahrzeugen äußerlich und in technischen Details bis auf den gemeinsam verwendeten Zwölfzylindermotor erheblich unterscheidet. Werksseitig war das Auto nur als Coupé mit einer Pininfarina-Karosserie lieferbar. Allerdings erhielten einzelne Fahrzeuge auf Kundenwunsch individuelle Aufbauten anderer Designer.

## Entstehungsgeschichte
Nach dreijähriger Produktionszeit lief 1963 die Fertigung des Ferrari 250 GTE 2+2 aus. Das in annähernd 1000 Exemplaren gebaute Fließheckcoupé war das bis dahin erfolgreichste Einzelmodell Ferraris. Mit dem 250 GT/E 2+2 ging auch die Ära des sogenannten Colombo-Motors zu Ende, eines Zwölfzylindermotors, der 1947 von Gioacchino Colombo entwickelt worden war. Dieser Motor war in einer Version mit 3,0 Litern Hubraum und einer Leistung von etwa 240 PS im 250 GT/E 2+2 zum Einsatz gekommen. Zu Beginn der 1960er-Jahre entwickelte Ferrari einen neuen Zwölfzylinder, der einige der Grundmerkmale des Colombo-Motors übernahm – unter anderem den Zylinderbankwinkel und die Ventilsteuerung –, im Bereich des Motorblocks aber eine Neukonstruktion war. Der Zylinderabstand (sog. Stichmaß), der bei allen Ferrari-Zwölfzylindern einheitlich bislang 90 mm betragen hatte, wurde nun zur Verbesserung des Kühlkreislaufs auf 94 mm vergrößert. Dadurch verlängerte sich der Motorblock um etwa 50 mm, und das Gewicht erhöhte sich um 25 kg. Dieser werksintern als Tipo 209 bezeichnete Motor hatte einen Hubraum von 3967 cm³. Das Volumen eines einzelnen Zylinders belief sich auf annähernd 330 cm³. Aus diesem Wert leitete sich die Modellbezeichnung aller Fahrzeuge mit dem Tipo-209-Motor ab.
Der Tipo 209 ging im Herbst 1963 in die Serienfertigung. Die ersten 50 Motoren wurden in Autos mit dem Fahrwerk und der unveränderten Karosserie des 250 GT/E 2+2 eingebaut. Diese Fahrzeuge erhielten die Bezeichnung Ferrari 330 America. Im Januar 1964 präsentierte Ferrari mit dem 330 GT 2+2 einen Nachfolger des 330 America, der den Tipo-209-Motor mit einer von Pininfarina gestalteten Karosserie verband. Der 330 GT 2+2 wurde bis 1967 in zwei Serien gefertigt, die sich äußerlich im Bereich der Frontpartie voneinander unterschieden und in technischer Hinsicht verschiedene Getriebe hatten.

## Modellbeschreibung

### Technik

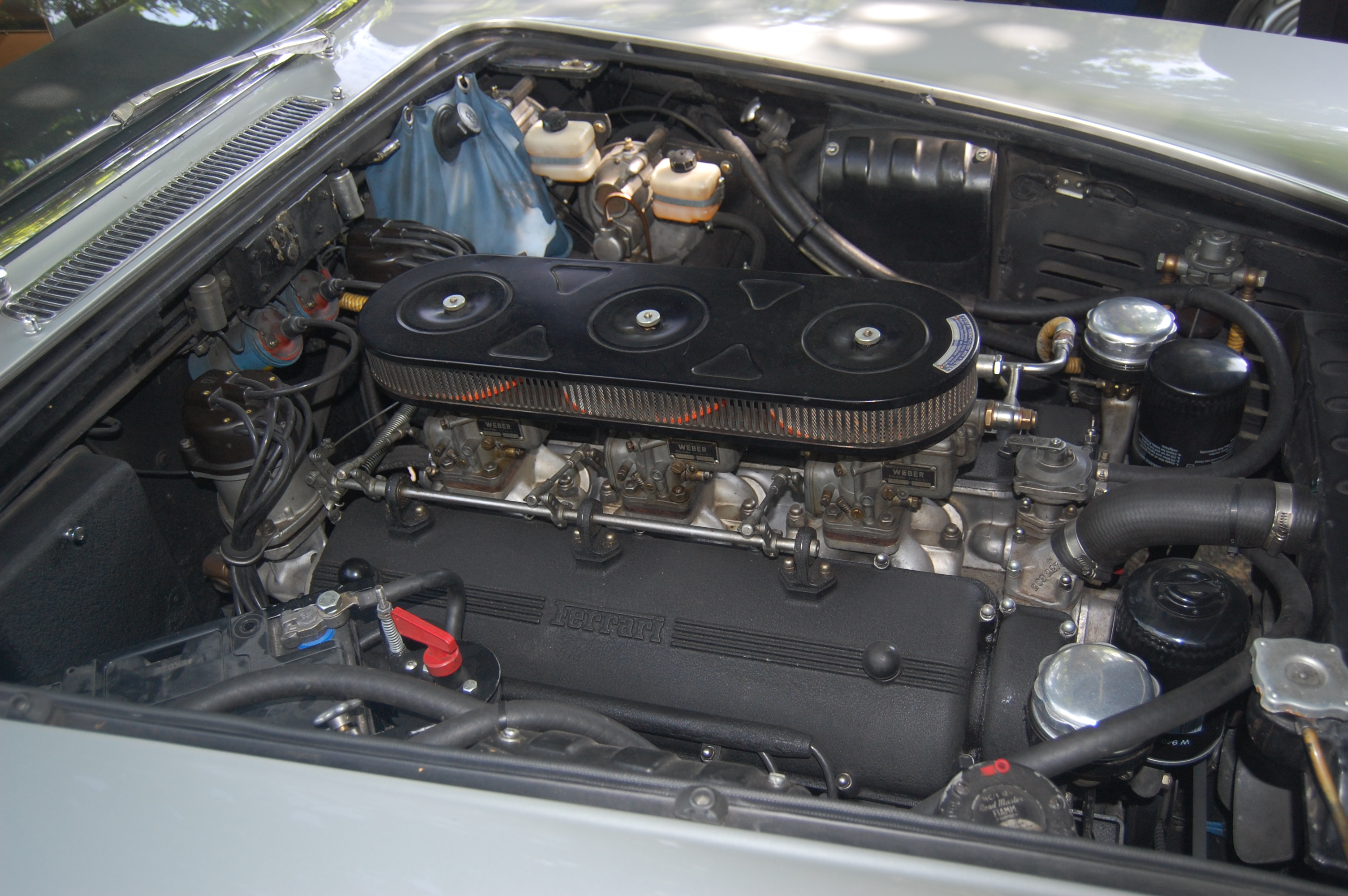
Ferrari-Zwölfzylinder Tipo 209 in einem 330 GT 2+2

Der Ferrari 330 GT 2+2 hatte einen gegenüber dem 250 GTE 2+2 (und damit auch dem 330 America) um 5 cm verlängerten Radstand. Die Räder waren vorn an Doppelquerlenkern einzeln aufgehängt, hinten wurde eine Starrachse mit Längsblattfedern eingebaut. Ferrari verwendete vorn und hinten hydraulische Teleskopstoßdämpfer von Koni. Die Bremsanlage arbeitete mit zwei Hydraulikkreisen und Scheibenbremsen an allen Rädern. 
Der Tipo-209-Motor hatte im 330 GT 2+2 drei Fallstrom-Doppelvergasern von Weber (Typ 40 DCZ/6 oder 40 DFI). Er leistete etwa 220 kW (300 PS) bei 7500/min. Werksseitig wurden die Wagen ausschließlich mit Schaltgetrieben angeboten. Der nordamerikanische Ferrari-Importeur Luigi Chinetti rüstete allerdings einige Fahrzeuge nachträglich mit einer Dreigangautomatik von General Motors aus.

### Aufbau und Karosserie
Ferrari verwendete bei dem 330 GT 2+2 wie bei den Vorgängern einen Rohrrahmen aus Stahl. Die Karosserie bestand überwiegend aus Stahl; Türen und Hauben waren hingegen aus Aluminium. 
Die Karosserie des 330 GT 2+2 wurde, wie bei Ferrari üblich, von Pininfarina gestaltet. Verantwortlicher Designer war der US-Amerikaner Tom Tjaarda. Der 330 GT 2+2 war ein Stufenheckcoupé. Die werksseitige Karosserie erinnerte im Profil an den Ferrari 250 GT Coupé, den ebenfalls Pininfarina entworfen hatte. Sie gilt als harmonisch und zeitlos. Der Wagen war (anders als der Ferrari 330 GTC) mit zwei Notsitzen ausgestattet.

## Die einzelnen Serien

### Serie 1

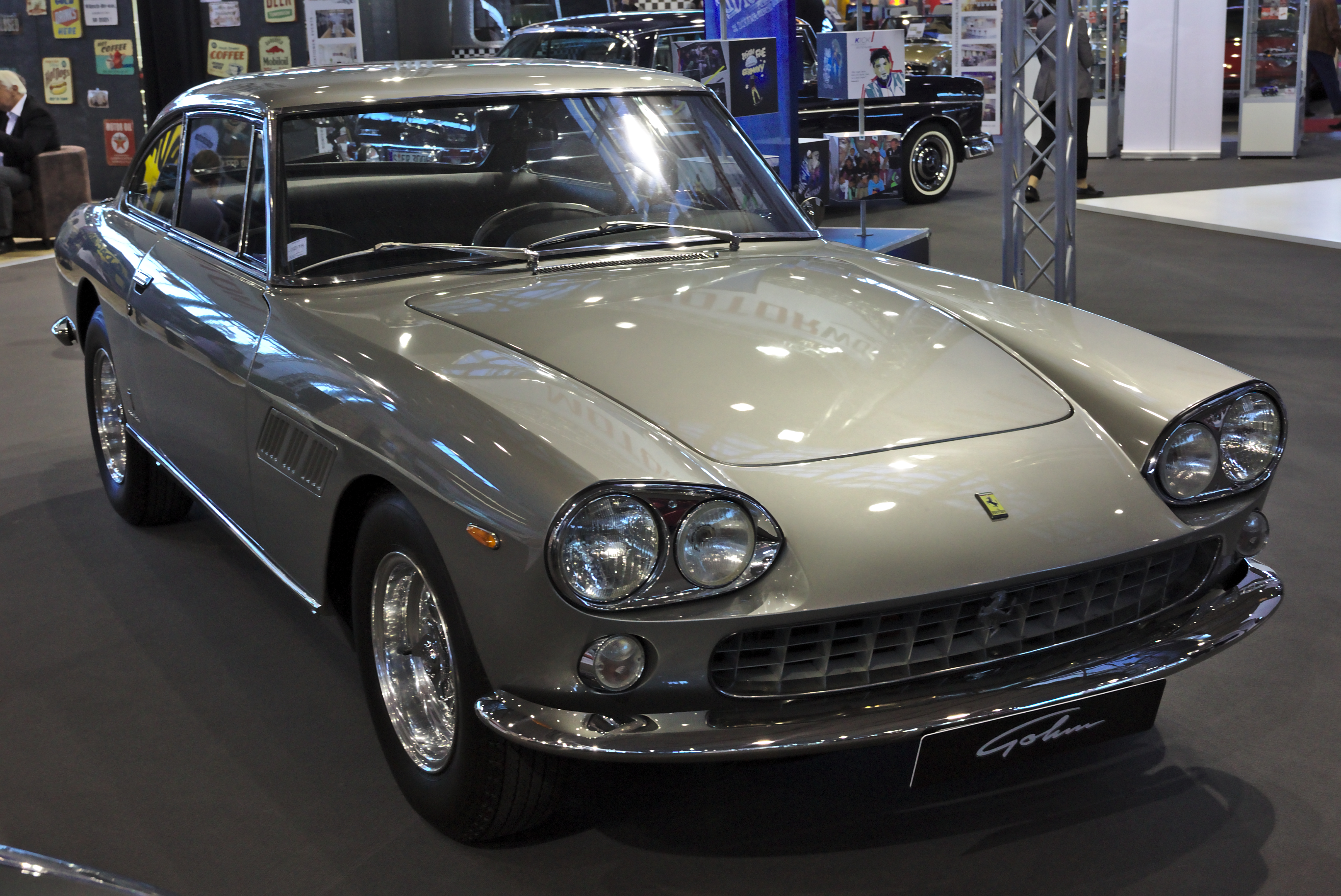
Ferrari 330 GT 2+2 (Serie 1) auf den Retro Classics 2019

Die erste Serie des 330 GT 2+2 entstand von Januar 1964 bis zum Sommer 1965. Ferrari fertigte insgesamt 625 Exemplare.
Die Fahrzeuge der ersten Serie hatten oval eingefasste Doppelscheinwerfer, die unterschiedlich groß waren. Dadurch entstand der Eindruck, als würde sich die Leuchteinheit zur Mitte der Fahrzeugfront hin verjüngen. Pininfarina griff damit eine als „Chinese Eyes“ bekannt gewordene Form auf, die der norwegische Designer Vilhem Koren erstmals bei der Park-Ward-Version des britischen Bentley S2 Continental verwirklicht hatte. Diese Gestaltung sollte den Geschmack US-amerikanischer Kunden treffen. Europäische Kunden hielten sie allerdings für unpassend.
In der ersten Serie hatte der 330 GT 2+2 ein handgeschaltetes Vierganggetriebe, das mit einem Overdrive verbunden war.

### Serie 2

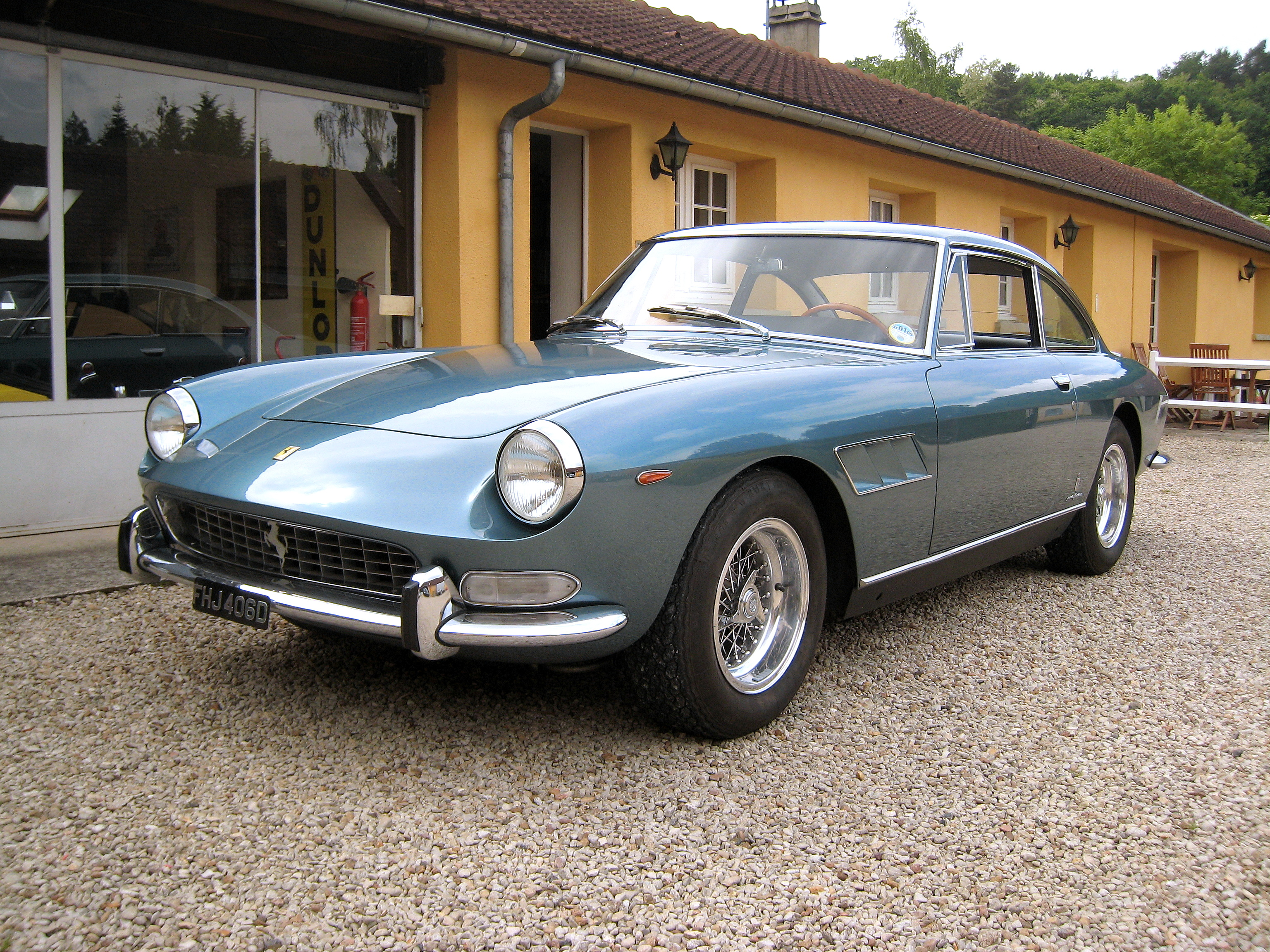
Ferrari 330 GT 2+2 (Serie 2)

Die zweite Serie des 330 GT 2+2 entstand von Sommer 1965 bis 1967. In dieser Zeit wurden je nach Quelle 460 oder 474 Fahrzeuge gefertigt.
Stilistisch unterscheiden sich die Modelle der zweiten Serie von denen der ersten vor allem durch eine eigenständig gestaltete Frontpartie. Die „Chinese Eyes“ wurden aufgegeben. Stattdessen hatten die Fahrzeuge nun runde Einzelscheinwerfer, die in die vorderen Enden der Kotflügel eingelassen waren. Die zweite Serie hatte darüber hinaus große seitliche Lüftungsöffnungen zwischen den vorderen Radläufen und den Türkanten. Die Serie 2 erhielt ein Fünfganggetriebe anstelle der zuvor verwendeten Viergangeinheit mit Overdrive. Weitere Änderungen betrafen die Verwendung von Leichtmetallrädern sowie die Einführung einer aufpreispflichtigen Klimaanlage und einer auf Wunsch erhältlichen Servolenkung.

### Interimsserie
Die Serien gingen fließend ineinander über. Etwa 125 Fahrzeuge einer sogenannten Interimsserie hatten bereits die technischen Änderungen der zweiten Serie und die dazugehörigen seitlichen Lüftungsöffnungen, daneben aber noch die „Chinese Eyes“ der ersten Serie.

## Einzelstücke
Seit den späten 1950er-Jahren lieferte Ferrari seine Serienmodelle regelmäßig mit standardisierten Werkskarosserien aus, deren Gestaltung Pininfarina übernahm. Auf Initiative des nordamerikanischen Ferrari-Importeurs Luigi Chinetti entstand in den 1960er-Jahren allerdings eine Reihe von Einzelstücken mit individuellen Karosserien anderer Designer. Diese Unikate werden in der Literatur vielfach als Chinetti Specials bezeichnet. Drei von ihnen basierten auf dem Fahrgestell des Ferrari 330 GT 2+2.

### Ferrari 330 GT Michelotti Coupé und Spider

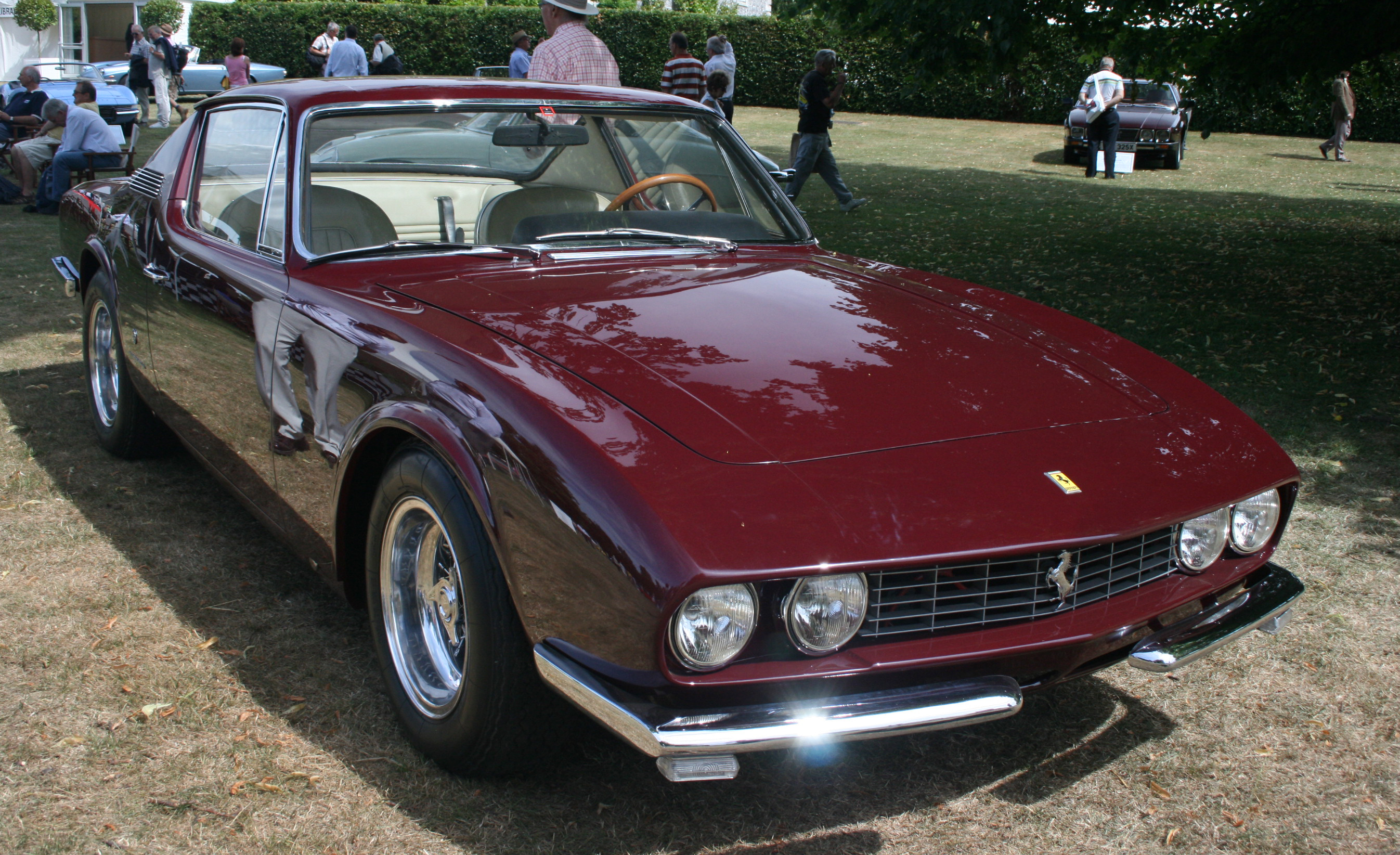
Ferrari 330 GT Coupé von Michelotti

1965 und 1967 kleidete Giovanni Michelotti zwei 330 GT 2+2-Fahrgestelle der ersten Serie ein. 
Das erste Michelotti-Modell war ein Targa-Coupé, das die Bezeichnung Spyder erhielt. Grundlage war ein fahrbereites Fahrwerk (sog. rolling Chassis; Fahrgestellnummer 6109), das nicht mit einer Werkskarosserie ausgestattet war. Michelotti entwarf einen sehr flachen zweisitzigen Stufenheckaufbau, bei dem die knapp geschnittene Fahrgastzelle im Gegensatz zu den langen Motor- und Heckbereichen stand. Die B-Säule war als Überrollbügel konstruiert. Das Dachteil zwischen der Windschutzscheibe und der B-Säule konnte entfernt werden. Aus diesem Entwurf leitete Michelotti zwei Jahre später ein Coupé mit geschlossenem Fahrgastraum ab (Fahrgestellnummer 9083). Das Auto existiert noch. Es befindet sich von Beginn an in den USA. Es hatte bislang drei Eigentümer und wurde 1987 aufwendig restauriert.

### Ferrari 330 GT Vignale Shooting Brake

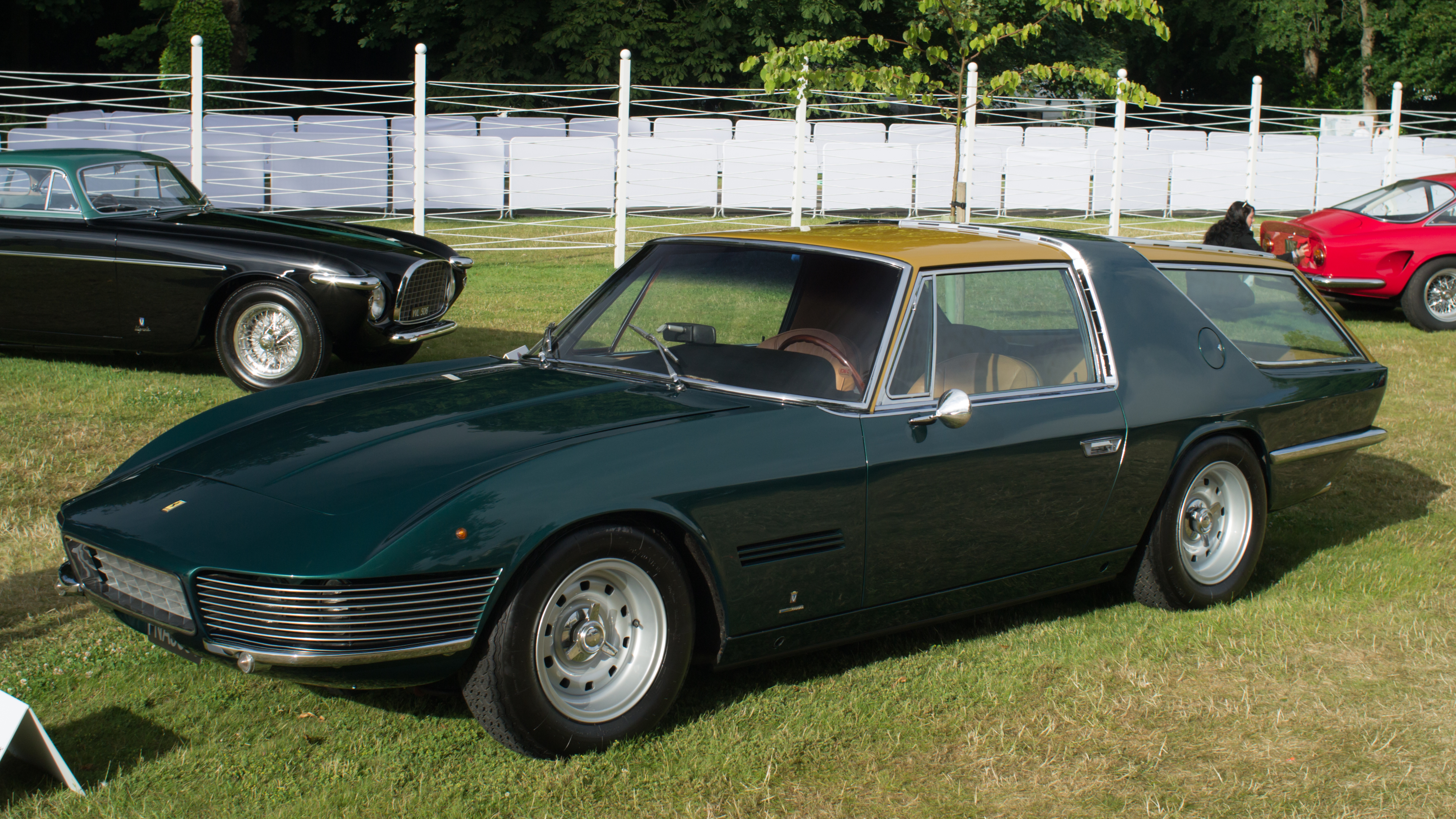
Ferrari 330 GT Shooting Brake von Vignale

Der Ferrari 300 GT Shooting Brake basiert auf einem der ersten Chassis der zweiten Serie (Fahrgestellnummer 7963). Das zunächst serienmäßig eingekleidete Fahrzeug wurde 1965 an einen Kunden in den Vereinigten Staaten geliefert, der es in dieser Form etwa zwei Jahre lang fuhr. 1967 übernahm „Coco“ Chinetti, der Sohn des US-amerikanischen Ferrari-Importeurs Luigi Chinetti, den Wagen. 
„Coco“ Chinetti entwickelte die Idee, einen zweitürigen Sportkombi auf dem Ferrari-Chassis zu konstruieren. Nach seinen Vorgaben entwarf der amerikanische Illustrator Bob Peak eine Kombikarosserie, die keine formalen Bezüge zum serienmäßigen Pininfarina-Aufbau hatte. Kein äußeres Blechteil war mit dem Werksaufbau identisch. Der Wagen hatte scharf konturierte vordere Kotflügel und tief sitzende Frontscheinwerfer, die hinter horizontalen Streben versteckt waren. Die B-Säule war im Gegensatz zur C-Säule sehr breit; in ihr befanden sich die Tankeinfüllstutzen. Im Heckbereich waren große Glasflächen vorgesehen.
Die Turiner Carrozzeria Vignale stellte 1967 den Aufbau her. Er war der letzte von Vignale gefertigte Ferrari. Der Wagen wurde auf dem Turiner Autosalon 1968 auf dem Vignale-Stand öffentlich ausgestellt. Danach ging er zurück in die USA, wo ihn wechselnde Eigentümer in den folgenden 20 Jahren nutzten. In den 1990er-Jahren übernahm ihn ein Pariser Sammler, der das Auto aufwendig restaurieren ließ. Heute wird das Fahrzeug gelegentlich auf Klassikerausstellungen gezeigt.

### Nembo Spyder

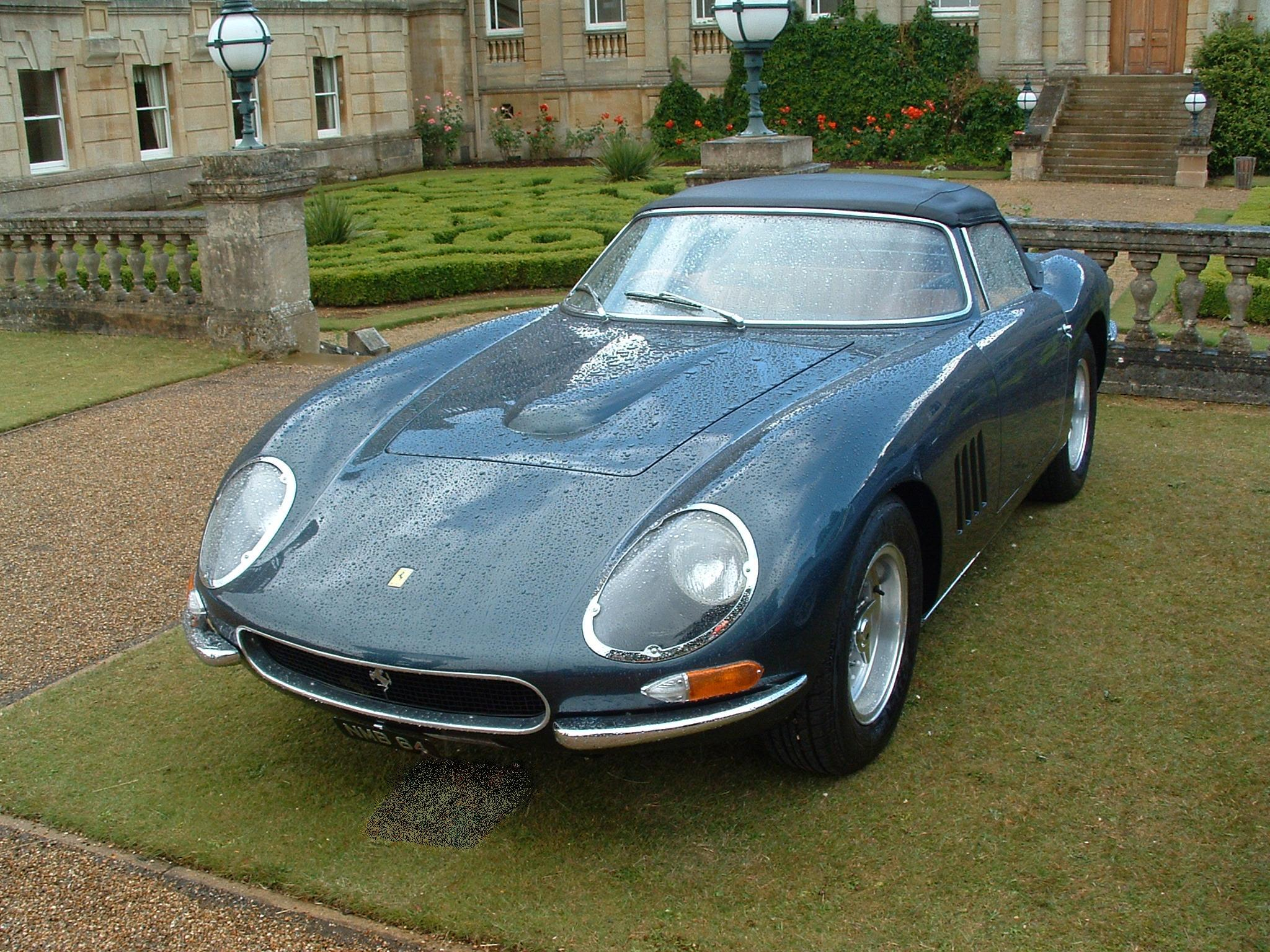
1990 bis 1998 im Stil der Nembo Spyder aufgebauter Wagen auf dem Chassis eines 330 GT 2+2

In den 1990er-Jahren erhielt ein 1964 hergestelltes rechtsgelenktes 330-GT-2+2-Chassis (Nr. 5805 GT) eine neue Karosserie, die sich an der Form der sogenannten Nembo Spyder aus den 1960er-Jahren orientierte. Von 1965 bis 1967 hatte der Modeneser Karosseriehersteller Neri e Bonacini zwei oder drei ältere Ferrari-Chassis mit neu gestalteten Spyder-Karosserien ausgestattet, die einem Entwurf des Kaliforniers Tom Meade folgten. Die Nembo Spyder gelten nach Ansicht vieler Beobachter als die schönsten jemals gebauten Ferrari mit Sonderkarosserie und erzielen Preise im siebenstelligen Euro-Bereich. Allerdings werden sie werksseitig nicht als klassische Ferrari anerkannt.
1990 beauftragte der britische Eigentümer des 330 GT 2+2 (Chassisnummer 5805 GT) Giorgio Neri, einen der Inhaber des mittlerweile aufgelösten Nembo-Herstellers Neri e Bonacini, mit dem Aufbau einer neuen Karosserie für seinen Ferrari. Die Karosserie entsprach weitestgehend den Original-Nembos der 1960er Jahre. Das Auto ging durch mehrere Hände und durch mehrere Werkstätten, bis es 1998 schließlich fertiggestellt war. In der Klassikszene besteht Streit darüber, ob es neben den beiden 1965 bzw. 1966 entstandenen Originalfahrzeugen als dritter Nembo-Spyder angesehen werden kann oder nur ein weniger wertvoller sanktionierter Nachbau (engl.: Sanction Car) ist.